# 加古川鉄道部
加古川鉄道部（かこがわてつどうぶ）は、兵庫県加古川市の厄神駅構内にあった西日本旅客鉄道（JR西日本）の鉄道部。この項では、前身である加古川機関区および加古川気動車区についても含めて記述する。

## 概要
ローカル線の活性化と効率的な鉄道運営ができるように1990年6月1日から鉄道部制度を導入し、加古川線の全線を管轄する鉄道部としていた。神戸支社が管轄していたが、2009年7月に廃止された。

## 配置車両の車体に記されていた略号
神戸支社の略号である「神」と、加古川の電報略号である「カコ」から構成された「神カコ」であった。
神戸支社が1993年に発足する以前は本社直轄であったことから、加古川鉄道部発足時は「本カコ」であった。
蒸気機関車が所属していた当時、機関車は加古川を示す「加」が記された。

## 所属車両
廃止当時は加古川線が電化されていたことから、103系電車および125系電車の合計20両が配置されていた。車両基地は加古川線の厄神駅北隣に位置していた。
103系電車
2004年4月から10月にかけて2両編成8本が森ノ宮電車区および奈良電車区から転入した。
125系電車
2004年に4両が新製配置された。
キハ40系・キハ47形気動車
電化開業直前の2004年4月1日時点では18両（キハ40形：8両、キハ47形：10両）が所属していたが電化によって余剰となり、津山鉄道部や富山鉄道部、後藤総合車両所などに転属した。
キハ37形気動車
1・1001の2両は配置されていたが、1999年11月7日付で後藤総合車両所に転属した。

### 加古川機関区・加古川気動車区時代
国鉄C11形蒸気機関車
高砂線で主に運用された。1972年3月の無煙化に伴い運用を失った。
国鉄C12形蒸気機関車
加古川線で主に運用された。1972年3月の無煙化に伴い運用を失った。

## 運転士乗務線区
加古川線全線を担当していた。

## 歴史
- 1951年（昭和26年）4月：加古川車電区と加古川検車区が統合、加古川客貨車区が発足[3]。
- 1958年（昭和33年）
  - 6月10日：加古川客貨車区と加古川機関区が統合し、加古川気動車区が発足[3]。貨車検修業務は姫路客貨車区加古川支区が発足、移管[3]。
  - 11月1日：加古川線管理所の発足により、加古川気動車区が廃止[4]。
- 1970年（昭和45年）4月1日：加古川線管理所の廃止により、加古川気動車区が再び発足[5]。
- 1986年（昭和61年）11月1日：所属車両が姫路機関区に転属し、乗務員配置区および検修基地のみとなる[6]。
- 1989年（平成元年）3月3日：加古川気動車区が厄神駅付近に移転することが決定[7]。
- 1990年（平成2年）6月1日：鉄道部制度に伴い、第1次鉄道部として発足[8]。粟生管理駅管内、明石車掌区加古川派出所、加古川気動車区、加古川保線区野村管理室、姫路信号通信区加古川線グループが統合[9][10]。
- 1999年（平成11年）：加古川駅付近の高架化工事に伴い、車両基地が厄神駅付近へ移転される。それまでは、加古川駅に隣接していた。
- 2004年（平成16年）：加古川線の電化開業に伴い、電車用車両基地に改造される。
- 2009年（平成21年）7月1日：組織改正にともない加古川鉄道部が廃止され、神戸支社が管轄する次のようになる[11]。
  - 保線業務は加古川保線区西脇管理になる。
  - 電気通信業務は加古川電気区になる。
  - 車両基地は網干総合車両所加古川派出所に変更。
  - 駅業務は谷川駅をのぞいて加古川駅の管轄に変更。
  - 運転士は明石電車区に転属した。